# Schrammacher
Schrammacher är ett berg i Österrike. Det ligger i distriktet Schwaz och förbundslandet Tyrolen, i den västra delen av landet. Toppen på Schrammacher Spitze är 3 410 meter över havet.
Den högsta punkten i närheten är Olperer, 3 476 meter över havet, 3,2 km norr om Schrammacher.
Trakten runt Schrammacher består i huvudsak av kala bergstoppar och isformationer.